# Regioselektivität
Regioselektivität ist ein Begriff aus der organischen Chemie und beschreibt eine bevorzugte Reaktion von oder an bestimmten Stellen eines Moleküls. Dabei reagiert eines von mehreren potentiellen Reaktionszentren eines unsymmetrisch strukturierten Moleküls bevorzugt oder ausschließlich regioselektiv.

## Beispiele
- Markownikow-Regel, z. B. die elektrophile Addition von Bromwasserstoff (HBr) an unsymmetrische Alkene[2]
- Anti-Markownikow-Regel, z. B. die radikalische Addition von HBr an unsymmetrische Alkene[3][4]
- Elektrophile Substitution an monosubstituierten Aromaten in ortho-, meta- und/oder para-Stellung, relativ zum Erstsubstituenten[5]
- Deprotonierung eines unsymmetrischen Ketons[6]
- 1,2-Eliminierung bei einem unsymmetrischen Halogenalkan, bevorzugte Bildung des Saytzeff-Produktes (höhersubstituiertes Alken) statt des Hofmann-Produktes (geringersubstituiertes Alken).[7]
- Selektive Substitutionsreaktion an alkylsubstituierten Aromaten am aromatischen Kern (KKK-Regel) oder in der Alkyl-Seitenkette (SSS-Regel)
- Baldwin-Regeln bei Ringschlussreaktionen
- 1,2-Addition einer metallorganischen Verbindung an der Carbonylgruppe eines α,β-ungesättigten Ketons oder Aldehyds
- 1,4-Addition einer metallorganischen Verbindung an einem α,β-ungesättigten Keton oder Aldehyd